# Trebeta

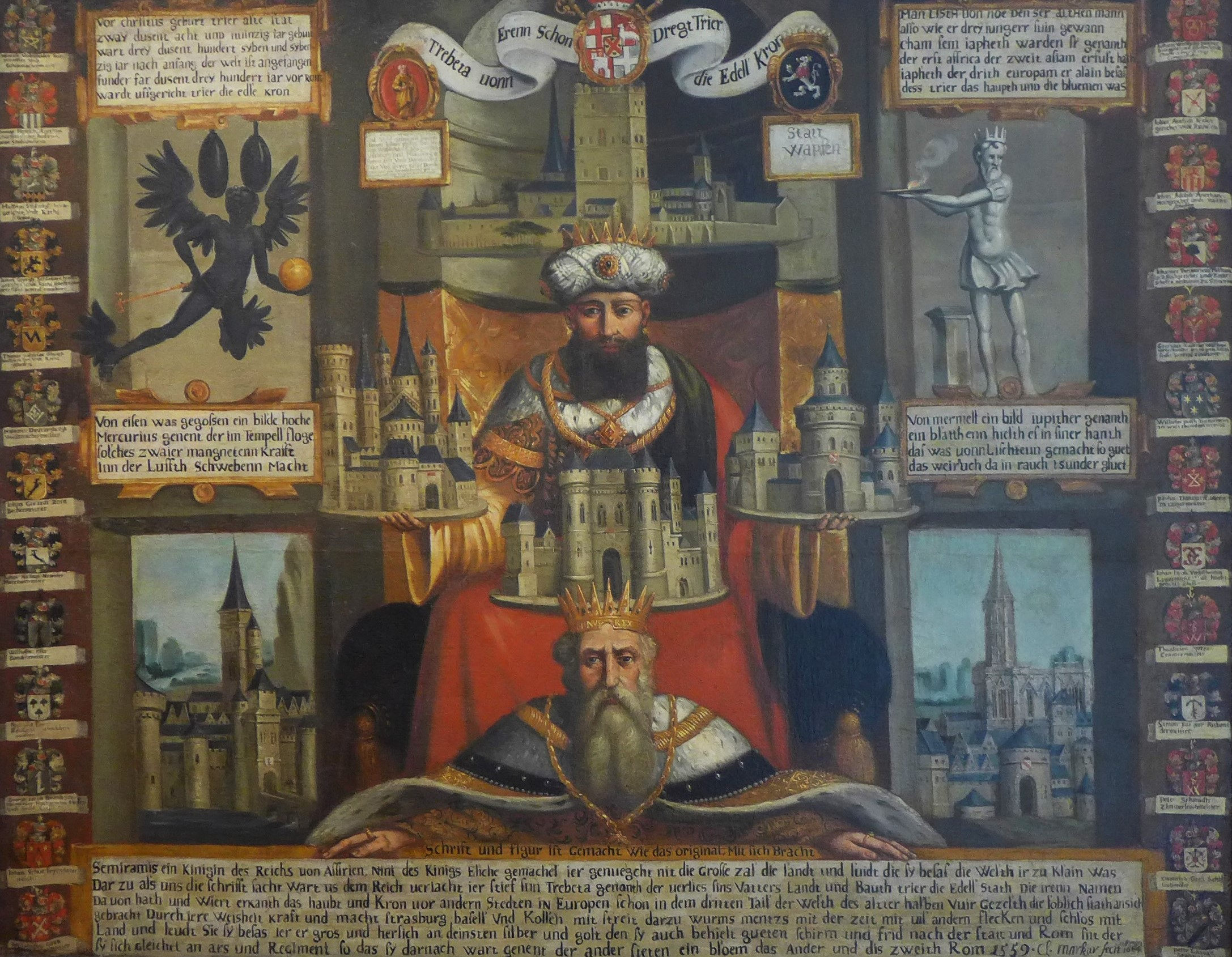
Trebeta als sagenhafter Stadtgründer, Ölgemälde von Claudius Markar aus dem Jahr 1684 im Trebeta-Saal des Simeonstiftes, Stadtgeschichtliches Museum Simeonstift in Trier, Inventarnummer III, 641

Trebeta war der Sohn des sagenhaften Assyrerkönigs Ninus und einer Chaldäerkönigin. Seine Stiefmutter wurde später Königin Semiramis. Diese stellte ihrem Stiefsohn nach, sodass dieser mit Gefolgsleuten nach Europa floh. Dort soll er 1300 Jahre vor der Gründung Roms, also um 2050 v. Chr., an der Mosel den Ort Trier gegründet haben. Diese Sage von Triers eponymem („namensgebenden“) Stadtgründer wurde erstmals 1105 in den Gesta Treverorum aufgezeichnet. Sein Grabmal glaubte man in dem später Franzensknüppchen genannten Grabhügel auf dem Petrisberg zu erkennen. Im Spätmittelalter führten auch andere Städte ihren Ursprung auf Trebeta zurück (z. B. Straßburg).

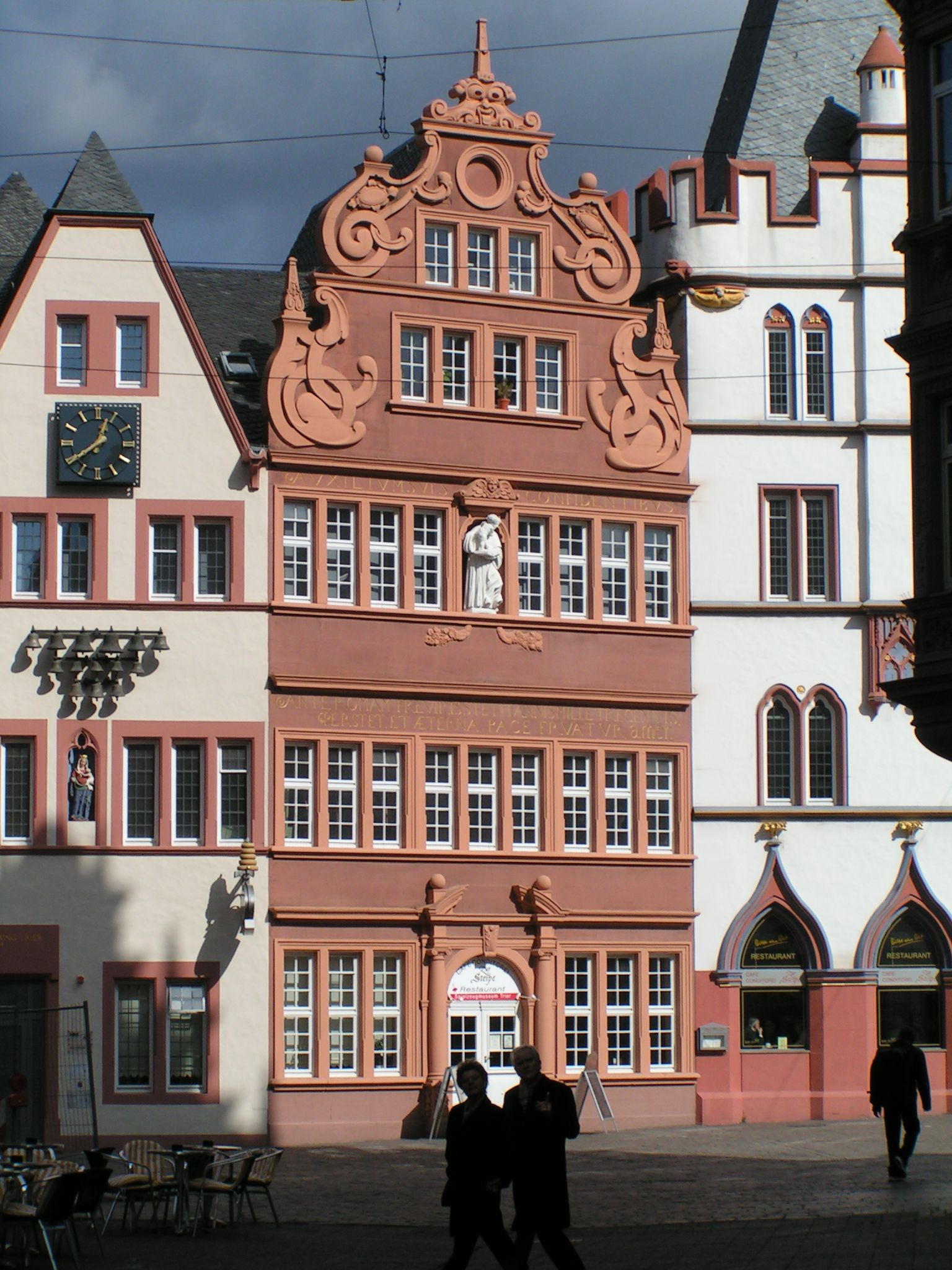
Rotes Haus mit der Inschrift

Der Trebeta-Brunnen erinnert heute an die Sage und eine Inschrift am Roten Haus am Trierer Hauptmarkt bezieht sich darauf:
ANTE ROMAM TREVIRIS STETIT ANNIS MILLE TRECENTIS.

PERSTET ET ÆTERNA PACE FRVATVR. AMEN.
Eher als Rom stand Trier eintausend und dreihundert Jahre.

Möge es weiter bestehen und sich ewigen Friedens erfreuen.
Heute nennt sich eine Living-History-Gruppe im Raum Trier/Eifel Trebeta. Dargestellt werden Wikinger nach den Überfällen der Jahre 882 und 892 auf die Abtei Prüm. Unitas Trebeta ist seit 1977 der Name einer katholischen Studentenverbindung in Trier.